# Eurymela distincta
Eurymela distincta är en insektsart som beskrevs av Victor Antoine Signoret 1850. Eurymela distincta ingår i släktet Eurymela och familjen dvärgstritar. Inga underarter finns listade i Catalogue of Life.